# Seebuck
Le Seebuck est un sommet du Feldberg situé à 1 448 m d'altitude et considéré comme le deuxième sommet le plus élevé de la Forêt-Noire. Il est situé dans le Bade-Wurtemberg en Allemagne.

## Géographie
Le sommet du Seebuck, dépourvu d'arbres, se trouve dans le sud de la Forêt-Noire, à 1,7 kilomètre au sud-est du sommet principal du Feldberg, les deux étant séparés par une dépression peu profonde (Grüble ou Feldbergsattel) ; la proéminence n'est que de 29 mètres.
La face nord-est abrupte du Seebuck fait partie du cirque karstique du Feldseekessel. À son pied se trouve le Feldsee, traversé par le Seebach, qui sera appelé plus tard Gutach puis Wutach. Le versant sud-est de la montagne, défriché, est utilisé comme domaine de sports d'hiver et ne fait pas partie de la réserve naturelle environnante du Feldberg.

## Tourisme

### Tour du Feldberg
Sur le Seebuck se trouve la Feldbergturm, une ancienne tour radio qui sert de tour d'observation et abrite depuis 2013 un musée du jambon. Pendant les mois d'été, il est possible de se marier dans la salle de mariage la plus haute du Bade-Wurtemberg, située au 11e étage de la tour.

### Tourisme vert
La montagne est une destination très appréciée des excursionnistes. Le parking au pied du Seebuck est le point de départ de nombreuses randonnées sur les crêtes proches (en direction du Feldberg, du Stübenwasen (de) et du Notschrei (de), en direction du Toter Mann (de), du Herzogenhorn ou de Hinterzarten) ou dans les vallées voisines (vallée de Menzenschwand, Wiesental (de), vallée de St. Wilhelmer, vallée de Zastler). Le « Felsenweg », qui descend le long de l'escarpement de la zone du sommet vers le Feldsee, n'est adapté qu'aux randonneurs expérimentés, mais il offre un parcours varié et des vues sur le Feldsee situé dans les profondeurs.

### Sports d'hiver
Outre les sentiers de randonnée, les pistes cyclables et les itinéraires de raquettes, il offre de nombreuses possibilités de sports d'hiver. Sur le Seebuck se trouvent des pistes de ski de différents niveaux de difficulté pour les débutants et les skieurs confirmés. Cinq remontées mécaniques facilitent la montée. Dans le détail, il s'agit - vu depuis le parking - de droite à gauche : un ancien télésiège deux places (à la lisière de la forêt à l'extrémité nord-est de la piste), un télésiège six places moderne avec protection contre les intempéries et un téléski à assiettes. Depuis l'hiver 2005-2006, les utilisateurs des pistes peuvent passer sur les pistes au sud de la B 317 en empruntant un pont de ski en bois, sans devoir déchausser leur équipement de sports d'hiver. Un autre télésiège six places avec capots, le Zeigerbahn, permet depuis décembre 2015 une liaison directe par téléski entre Grafenmatt et Seebuck et remplace le Zeigerschlepplift. Lorsque l'enneigement est suffisant, un funpark est aménagé, où les snowboarders notamment peuvent s'exercer à des sauts acrobatiques. Les championnats allemands de snowboard s'y sont déroulés du 17 au 19 mars 2006.
En été, le télésiège moderne est équipé de cabines pouvant accueillir huit personnes. Dans la station aval du téléphérique se trouvent, outre les garages pour les dameuses et les motoneiges, les installations techniques et les sanitaires, des caisses, un service de skis et une infirmerie du Bergwacht Schwarzwald (de). En dessous de l'ancienne tour de télévision, la Bergwacht Freiburg entretient le poste de secours en montagne Feldberg-Seebuck. Ce poste de secours en montagne, le plus haut du Bade-Wurtemberg, est occupé en permanence les week-ends et les jours fériés et est responsable du service de sauvetage en montagne au Seebuck et dans la région du Feldberg.
Au pied du Seebuck, en face du grand complexe hôtelier Feldberger Hof, se trouve depuis 2006 le « Freestyle-Runde Feldberg », une piste de ski de fond de 1,7 km (classique et skating, facile). La piste de liaison entre le Feldberger Hof et le refuge Todtnauer Hütte (de) et la piste Stübenwasenspur (de) (partie du sentier de randonnée à ski à distance Schonach-Belchen, classique et skating, difficile) passe également par les flancs sud du Seebuck.
Le 9 décembre 2015, le parking de 1200 places le plus haut d'Allemagne, situé à 1 300 mètres d'altitude, a été inauguré au pied du Seebuck. La construction a été controversée ; en 2006, la population de la commune de Feldberg avait voté en sa faveur lors d'un référendum. En 2010 déjà, un peu moins d'un demi-million avait été investi dans des installations d'enneigement ; à l'automne 2014, le conseil municipal de Feldberg a en outre passé un contrat pour des mesures de modelage du terrain pour un montant de 125 000 euros afin d'éliminer les sillons, les bosses et les arêtes des anciens chemins de traverse, des conduites d'eau ainsi que les zones humides causées par les anciens drains au Seebuck et de faciliter à l'avenir l'enneigement et la préparation des pistes.

## Culture
Au sommet du Seebuck, en bordure du Feldseekessel, se trouve un monument à Bismarck en pierre de taille avec un médaillon à son effigie, réalisé entre 1895 et 1896 par Fridolin Dietsche (de). Le relief fut coulé par Wilhelm Pelargus (de) à Stuttgart, la première esquisse fut réalisée par le professeur Karl Gagel (1861-1916) de Karlsruhe,. Pour l'inauguration le 4 octobre 1896, le comité pour l'érection du monument envoya un télégramme à Otto von Bismarck. Sa réponse fut publiée dans le Freiburger Zeitung :

« Je suis très reconnaissant du grand honneur qui m'est fait avec l'érection de ce monument, précisément sur le Feldberg, et j'ai gardé de mes visites antérieures dans le beau pays de Bade le souvenir très clair de la Forêt-Noire. »

— Otto von Bismarck
Les festivités elles-mêmes ont été célébrées par un banquet la veille et un repas officiel le jour de l'ouverture. Pour faire face à l'affluence des invités, un train spécial a circulé de Fribourg à Titisee sur la ligne du chemin de fer de Höllental (de).
Le monument a été rénové à partir de septembre 2009, la dernière fois onze ans auparavant.
Un centre de protection de la nature pour le sud de la Forêt-Noire, la Haus der Natur, a été construit en bordure du grand parking au pied du Seebuck (près du Feldberger Hof). Un peu plus bas, au-dessus de la route nationale, se trouve l'église la plus haute d'Allemagne : l'église paroissiale catholique de la Transfiguration du Christ. 